# El reverso del monte Fuji desde el río Minobu
El reverso del monte Fuji desde el río Minobu (身延川裏不二 Minobugawa ura Fuji?) es una estampa japonesa de estilo ukiyo-e del pintor Katsushika Hokusai, producida entre 1830 y 1832. Es parte de las diez impresiones adicionales de las Treinta y seis vistas del monte Fuji, pertenecientes al final del período Edo. A diferencia de las demás, las diez pinturas añadidas muestran al monte Fuji desde su reverso, la cara oeste.

## Descripción
La imagen muestra a viajeros y caballos dirigiéndose hacia el templo Kuon-ji, cabeza del budismo nichiren y ubicado en la actual prefectura de Yamanashi. En el camino rosado también llegan en dirección opuesta dos hombres cargando un palanquín. Bajo las nubes espesas que marcan el centro de la estampa se encuentra el río Minobu, marcado por ondulantes líneas de color azul. Es habitual que Hokusai muestre al monte Fuji como un punto remoto o como el motivo principal de la escena, pero en esta ocasión, y de forma inusual, compite con otras montañas escarpadas, típicas del paisajismo chino, que aparecen más grandes y cercanas al espectador. La superposición de las figuras logra dar a la impresión el aspecto de entorno montañés remoto.

## Estilo
La composición se caracteriza por las diversas olas y montañas superpuestas con texturas detalladas, pintadas con trazos rizados para profundizar la superficie rugosa. Hokusai emplea pequeños puntos blancos en las ondas del agua para refrescar la imagen. Para la impresión en madera utilizó la técnica del nishiki-e, y profundiza en los azules y verdes que pintó sobre los bloques de este material para posteriormente quedar grabados sobre papel.